# Jules Deleval
Jules Émile Deleval (Parigi, 31 dicembre 1873 – Nantes, 1º ottobre 1945) è stato un ginnasta francese.
Partecipò ai Giochi olimpici del 1900 di Parigi dove arrivò sessantasettesimo nella gara degli esercizi combinati.